# دوبنیتسا (کوسیریچ)
دوبنیتسا (به صربی: Dubnica) یک منطقهٔ مسکونی در صربستان است که در کوسیریچ واقع شده‌است. دوبنیتسا ۱۴۲ نفر جمعیت دارد.